# Facile est imperium in bonos
 Facile est imperium in bonos лат. (изговор: фациле ест империјум ин бонос). Лако је заповиједати добрима. (Плаут)

## Поријекло изреке
Ово је изрекао у смјени трећег у други вијек прије нове ере један од највећих римских писаца комедија Тит Макције Плаут (лат. Titus Maccius Plautus).

## Тумачење
Добри су кротки. Кротки су послушни. Таквима је најлакше заповиједати.

## Шире тумачење
Изрека се  односи и на законе. Закони лако регулишу реалност ако су они на које се односе добри и исправни.